# Palmer Island
Palmer Island – wyspa w Zatoce Frobishera, w Archipelagu Arktycznym, w regionie Qikiqtaaluk, na terytorium Nunavut, w Kanadzie. W pobliżu Palmer Island położone są wyspy: Potter Island, Gross Island i Halford Island.